# Totontepec Villa de Morelos
Totontepec Villa de Morelos är en kommun i Mexiko.   Den ligger i delstaten Oaxaca, i den sydöstra delen av landet, 400 km sydost om huvudstaden Mexico City.
Följande samhällen finns i Totontepec Villa de Morelos:
- San Francisco Jayacaxtepec
- Santa María Tiltepec
- Chinantequilla
- Santa María Ocotepec
- Santiago Amatepec
- Santiago Jareta